# Cerro de Zacahuixtepec
Cerro de Zacahuixtepec är en ort i Mexiko.   Den ligger i kommunen Pedro Ascencio Alquisiras och delstaten Guerrero, i den södra delen av landet, 130 km sydväst om huvudstaden Mexico City. Cerro de Zacahuixtepec ligger 1 563 meter över havet och antalet invånare är 121.
Terrängen runt Cerro de Zacahuixtepec är kuperad. Runt Cerro de Zacahuixtepec är det ganska glesbefolkat, med 26 invånare per kvadratkilometer. Närmaste större samhälle är Teloloapan, 14,9 km söder om Cerro de Zacahuixtepec. I omgivningarna runt Cerro de Zacahuixtepec växer huvudsakligen savannskog.